# 陳聯芬
陈联芬（1907年1月4日—1989年10月7日），字炼魂，福建南安人，中华民国政治人物。
陈联芬毕业于國立政治大學，1928年开始在福建省从事国民党党务活动，曾任国民党厦门市党部特派员、福建省党部执行委员、训练部部长、组训处处长和书记长等职，1931年作为福建省代表出席國民會議，1937年7月在国民党厦门党部书记任上出任厦门市各界抗敌后援会主任委员，1942年7月被选为福建省华侨联合会常务理事。1945年1月赴福安县任福建省第八行政督察区专员兼保安司令:2107，其后到南京升任中国国民党中央执行委员。1946年任福建省参议会副议长，1947年－1948年先后当选制憲國民大會和第一届国民大会福建省代表，1948年11月14日任福建省政府顾问。1949年赴菲律宾任华侨校行政校长，并继续担任迁台的中华民国国大代表。1989年10月病逝。